# Sulcarius thunebergi
Sulcarius thunebergi är en stekelart som först beskrevs av Hellen 1967.  Sulcarius thunebergi ingår i släktet Sulcarius och familjen brokparasitsteklar. Inga underarter finns listade i Catalogue of Life.